# Rajd Krakowski 1994
Rajd Krakowski 1994 – 19. edycja Rajdu Krakowskiego. Był to rajd samochodowy rozgrywany od 14 do 16 kwietnia 1994 roku. Była to druga runda Rajdowych Samochodowych Mistrzostw Polski w roku 1994. Rajd składał się z dwudziestu jeden odcinków specjalnych.

## Wyniki końcowe rajdu[1]
| Miejsce | Kierowca          | Pilot                  | Samochód                    | Czas    | Strata | Grupa Klasa |
| ------- | ----------------- | ---------------------- | --------------------------- | ------- | ------ | ----------- |
| 1       | Paweł Przybylski  | Krzysztof Gęborys      | Toyota Celica GT-4          | 1:34:44 | -      | A8          |
| 2       | Bogdan Herink     | Barbara Stępkowska     | Renault Clio Williams       | 1:38:47 | +4:03  | A7          |
| 3       | Andrzej Chojnacki | Piotr Namysłowski      | Ford Escort RS Cosworth     | 1:39:57 | +5:13  | N4          |
| 4       | Waldemar Doskocz  | Aleksander Dragon      | Renault Clio 16V            | 1:40:46 | +6:02  | A7          |
| 5       | Cezary Fuchs      | Tomasz Pacek           | Ford Escort RS Cosworth     | 1:42:48 | +8:04  | N4          |
| 6       | Romuald Chałas    | Zbigniew Atłowski      | Ford Escort RS Cosworth     | 1:43:34 | +8:50  | N4          |
| 7       | Robert Kępka      | Klaudiusz Rak          | Renault Clio Williams       | 1:45:22 | +10:38 | N3          |
| 8       | Ryszard Granica   | Mieczysław Sieczkowski | Mitsubishi Galant VR-4      | 1:45:45 | +11:01 | N4          |
| 9       | Robert Gryczyński | Tomasz Ryborz          | Ford Sierra RS Cosworth 4x4 | 1:46:07 | +11:23 | N4          |
| 10      | Bohdan Ludwiczak  | Antoni Akuczonek       | Ford Sierra RS Cosworth 4x4 | 1:47:01 | +12:17 | A8          |